# Juan Justo Amaro
Juan Justo Amaro Corrado (Florida, 14 de septiembre de 1930-ib., 20 de mayo de 2020) fue un periodista y político uruguayo, senador de la República por el Partido Colorado entre 2005 y 2010.

## Biografía
Casado y padre de tres hijos, Amaro comenzó su labor en AFE en 1945 —con quince años— y la terminó en 1962. En 1963 es elegido miembro del Concejo Departamental de Florida, siendo este su primer cargo político. En 1965 fue designado director de UTE por el poder ejecutivo, cargo que desempeñó durante dos años hasta finalizarlo en 1967, ya que ese año fue designado —nuevamente por el poder ejecutivo— como director de Ancap. Ejerció este cargo durante tres años y renunció para postularse como candidato a diputado por el departamento de Florida. En los comicios de ese año finalmente fue elegido diputado y asumió el cargo como tal el 1 de marzo de 1971. El 27 de junio de 1973 abandonó el Palacio Legislativo debido al golpe de Estado que el entonces presidente Juan María Bordaberry había dado en el momento de disolución de las cámaras de representantes y de senadores. 
Instaurada nuevamente la democracia, fue reelegido diputado por su departamento; cargo que ocupó de 1984 a 1989. Durante ese período integró la delegación uruguaya en Paraguay invitado por los partidos de oposición del general Alfredo Stroessner. En 1989 volvió a ser reelegido como diputado. En 1994 se postuló como candidato a intendente del departamento de Florida por el Partido Colorado y ganó, asumiendo el 15 de febrero de 1995. 
En 1996 fue distinguido con la Orden de Bernardo O'Higgins de Chile en el grado de Comendador.
En el 2000 renunció a la intendencia para postularse a la reelección, la que no obtuvo. Un año después asumió como presidente de OSE. Ejerció el cargo hasta 2003 cuando nuevamente renunció para las elecciones de 2004 donde se postuló como senador y ganó. El 15 de febrero de 2005 asumió como senador del Partido Colorado. 
En 2007 el fiscal Eduardo Fernández Dovat pidió el sometimiento a proceso del senador Amaro por un delito continuado de fraude y cuatro delitos de abusos de funciones, presuntamente cometidos durante su gestión en OSE, lo que motivó un pedido de desafuero ante el Senado. El Senado se pronunció por 16 votos en 29 a favor de habilitar el desafuero del legislador, pero la votación fue negativa ya que se requerían 2/3 de los votos de los componentes (21 voluntades).
Ocupó un sillón en el CEN colorado.
El 15 de marzo de 2010 fue procesado con prisión por los delitos de «coautor responsable de un delito continuado de fraude y autor de un delito continuado de abuso de funciones en casos no previstos especialmente por la ley en reiteración real», por distintas irregularidades durante su gestión en OSE, entre 1996 y 2003.
Falleció en la ciudad de Florida el 20 de mayo de 2020, a los ochenta y nueve años.